# Avis i Àvies per la Llibertat
Els Avis i Àvies per la Llibertat són un moviment que es va iniciar el 7 de novembre del 2017 a la plaça del Mercadal de Reus, quan un grup d'àvies va decidir concentrar-s'hi per a donar suport a la llibertat dels presos polítics de l'1 d'octubre.

## Història
Una setmana després que Jordi Sánchez i Jordi Cuixart fossin empresonats, l'Àngels Ollé fou la primera a convocar unes quantes conegudes i amigues; a partir d'aquí, va anar parlant amb d'altres àvies com la Misericòrdia Salvadó de «per què no fem alguna cosa pels presos?», i fou així com nasqué Avis i Àvies de Reus per la Llibertat. En total foren 16 avis i àvies fundadores, que el 7 de novembre del 2018 varen rebre un obsequi en forma de pergamí en el qual s'agraïa la seva voluntat i fermesa. Una de les veteranes del grup és la Maria Asens, també coneguda com «la Maria de Reus».
La primera iniciativa de protesta, però, fou d'una senyora de Mollet que es posava al mig de la plaça de la Vila a fer ganxet de color groc en senyal de protesta, i així les àvies de Reus van decidir fer-ho a la plaça del Mercadal. Aquesta fórmula de manifestació pacífica s'inspirà en les Madres de la Plaza de Mayo, que reclamen justícia i poder recuperar els seus fills desapareguts durant la dictadura militar. Els avis i àvies de Reus però van decidir-se pel mocador groc, que va acabar transformant-se en la bufanda groga feta amb ganxet, amb gorres, samarretes, pins i també bosses, tot de color groc. Des d'un primer moment, van decidir-se per agafar el mocador groc al coll com a símbol de protesta, i es va determinar que cada dia de dilluns a divendres a les 12 del migdia farien tres tombs a la plaça del Mercadal, en silenci, encapçalats per una pancarta pròpia. Tot i que el moviment el van iniciar àvies i avis, s'hi accepta la participació de gent de qualsevol edat que vulgui expressar el seu suport a la llibertat dels presos polítics, i així, el col·lectiu no es limita només a militància independentista sinó que dins del qual s'hi pot trobar diverses tendències polítiques.

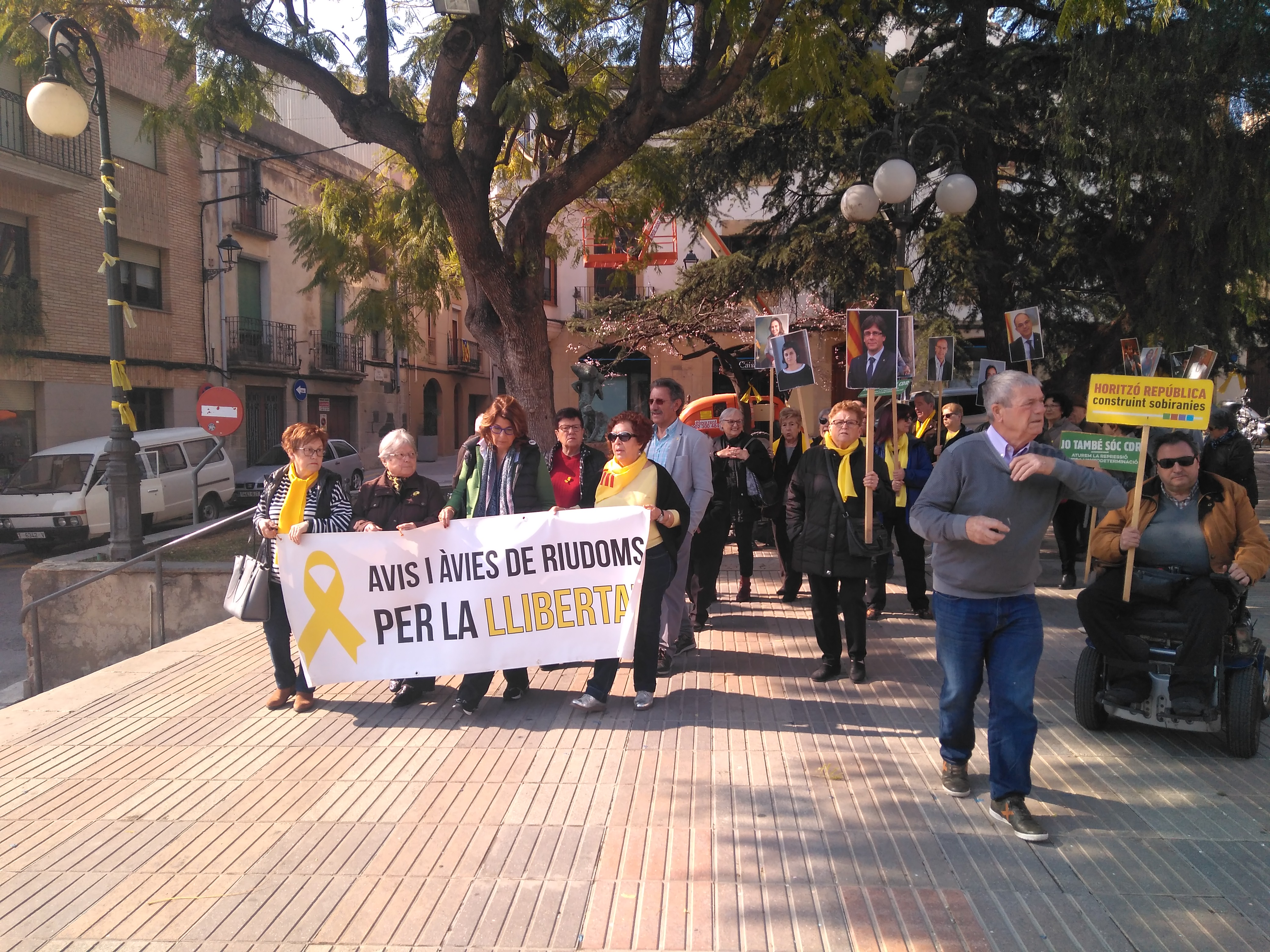
Manifestació dels Avis i Àvies per la Llibertat de Riudoms

El gener del 2018, la Junta Provincial Electoral de Tarragona va expressar la seva voluntat de prohibir aquestes concentracions per la seva coincidència amb les eleccions al Parlament de Catalunya de finals del 2017, i el col·lectiu va respondre enviant 200 cartes al Síndic de Greuges. Finalment, tant aquest com la Junta Electoral Central varen acabar resolent que les concentracions quedaven emparades en el dret constitucional de reunió.
Durant els mesos següents a la seva fundació, el moviment s'escampà per altres municipis catalans com ara Cambrils, La Selva del Camp, Montbrió, Mont-roig, Riudoms, Tarragona, Vila-seca, La Pobla de Mafumet, La Canonja, El Morell, Vilallonga, Tortosa o Vic, agrupats en el col·lectiu conegut com Taca d'Oli. A inicis del 2019, va anunciar que havien fet una recollida de 1.229 signatures en què membres del moviment s'inculpaven pel Referèndum de l'1 d'octubre i demanaven intercanviar-se pels presos polítics. El manifest, on van participar fins a 13 municipis catalans, va ser presentat a la Fiscalia de l'Audiència Provincial de Tarragona.